# Ronald Cornelissen
Ronald Gerhardus Wilhelmus Cornelissen (Gaanderen, 12 december 1964) is een Nederlands geestelijke en een bisschop-elect van de Rooms-Katholieke Kerk.
Cornelissen werd geboren te Gaanderen (gemeente Doetinchem), als jongste van een gezin met vier kinderen. Cornelissen ging naar de Sint-Augustinusschool in Gaanderen en daarna naar het Isala College in Silvolde (HAVO en VWO).
Hij studeerde theologie aan het Ariënskonvikt in Utrecht. Op 19 oktober 1996 werd hij priester gewijd in de Sint-Catharinakathedraal in Utrecht door kardinaal Simonis. Vervolgens vervulde hij pastorale functies in Denekamp, Deventer, Raalte en Rijssen. Daarnaast was hij betrokken bij de organisatie en begeleiding van bedevaarten. Van 2009 tot 2025 was hij bisschoppelijk vicaris van het vicariaat Deventer.
Op 7 juli 2025 werd Cornelissen benoemd tot bisschop van Groningen-Leeuwarden. Hij is de opvolger van Ron van den Hout die benoemd was tot bisschop van Roermond. Op 11 oktober 2025 zal Cornelissen de bisschopswijding ontvangen in de Sint-Jozefkathedraal te Groningen. De aartsbisschop van Utrecht, kardinaal Eijk, zal de eerst wijdende bisschop zijn.

## Onderscheidingen
- 2015 - Erekapelaan van de Grot te Lourdes.[4]
- 2021 - Lid van de Orde van het Heilig Graf van Jeruzalem.